# The Chosun Ilbo
Il Chosun Ilbo (조선 일보?, 朝鮮 日報?) è uno dei maggiori quotidiani della Corea del Sud. Con una tiratura giornaliera di oltre 1.800.000, è stato revisionato annualmente da quando l'Audit Bureau of Circulations è stato istituito nel 1993. Chosun Ilbo e la sua consociata, Digital Chosun, gestisce il sito web di notizie Chosun.com, che pubblica anche versioni web del giornale in inglese, cinese e giapponese.
Il quotidiano ha istituito nel 1963 il premio cinematografico Blue Dragon Film Award, ripreso a partire dal 1990 da Sports Chosun appartenente sempre a esso.

## Storia
Il Chosun Ilbo Establishment Union fu creato nel settembre del 1919 e la compagnia Chosun Ilbo fu fondata il 5 marzo 1920.